# Благовещенский заказник (Амурская область)
Благовещенский заказник — государственный природный зоологический заказник регионального значения.
Площадь — 6,2 тыс. га.

## Цель создания
Государственный природный заказник регионального значения «Благовещенский» образован решением исполнительного комитета Амурского областного совета депутатов трудящихся от 14.03.1975 № 102 на территории Благовещенского района Амурской области. Режим охраны и границы утверждены постановлением Правительства Амурской области от 01.07.2016 г. № 291 «Об утверждении Положений об особо охраняемых территориях регионального значения»
Цель создания заказника — сохранение и восстановление редких и исчезающих видов животных, в том числе ценных видов в хозяйственном, научном и культурном отношениях.

## Расположение и границы
Заказник «Благовещенский» расположен в бассейне реки Безымянка поймы реки Зея.
Описание границ:
- северная — по полевой дороге от места ее пересечения с автомобильной дорогой Благовещенск- Свободный (Р-468) в районе оз. Сухое (0,5 км северо восточнее с. Новинка) на юго-восток до р. Зея;
- восточная — вниз по течению р. Зея по ее правому берегу до точки с географическими координатами 50°31’53" с. ш., 127°39’21" в. д.;
- южная — от точки с географическими координатами 50°31’53" с. ш., 127°39’21" в. д. на запад до пересечения с дорогой, ведущей от автомобильной дороги Благовещенск — Свободный (Р-468) до ж.-д. ст. Призейская (точка с географическими координатами 50°31’53" с. ш., 127°39’04" в. д.), далее по дороге до перекрестка с автомобильной дорогой Благовещенск — Свободный (Р-468);
- западная — от места пересечения автомобильной дороги Благовещенск — Свободный (Р-468) с автомобильной дорогой, ведущей на ж.-д. ст. Призейская, на север по автомобильной дороге Благовещенск — Свободный (Р-468), исключая земли с. Новинка до места ее пересечения с полевой дорогой (0,5 км северо-восточнее с. Новинка).

## Климат
Климат континентальный с чертами муссонного. Среднемесячная температура января — 26°С, июля + 20°С. Время с устойчивыми морозами — до 5 месяцев. Средняя высота снежного покрова — 17 см. Продолжительность залегания — до 140 дней. Среднегодовое количество осадков — 550—600 мм. Влажность воздуха изменяется в пределах 60 — 80 %.

## Рельеф и почвы
Рельеф заказника «Благовещенский» широкоувалистый, территория, прилегающая к р. Зея, составляет пойму этой реки. Почвы бурые лесные и пойменные аллювиальные.

## Гидрография
Гидрографическая сеть включает реку Безымянка и участок реки Зея.

## Флора и фауна
Заказник «Благовещенский» находится в зоне хвойно-широколиственных лесов. В лесном покрове значительное место занимают сосново-дубовые, дубовые и дубовые леса с примесью сосны, березы плосколистной и даурской, осины. Лесная растительность подверглась сильному воздействию человека. Луговые пространства значительны. Распространены вейниковые, вейнико-разнотравные, злаковые, злаково разнотравные луга. Всего на территории заказника насчитывается 409 видов высших сосудистых растений.
Животный мир слагают представители лесо-лугового комплекса, тесносвязанные с открытыми луговыми пространствами и ландшафтами лесостепного типа, с присутствием типично таежных и степных видов и видов, обитающих в широколиственных лесах. Широко распространены степная пеструшка, краснощёкий суслик, полевая мышь, обыкновенная полёвка, джунгарский хомячок и др.

## Значение и деятельность в заказнике
Угрозы: пожары, незаконная и санкционированная застройка территории, превышение рекреационного потенциала вследствие неконтролируемого посещения отдыхающими.